# Izukyū Corporation
La Izukyū Corporation (伊豆急行?, Izu Kyūkō), spesso abbreviato in Izukyū, è una compagnia ferroviaria privata giapponese. L'azienda, con sede a Itō, nella prefettura di Shizuoka, è una consociata interamente controllata da Izukyū Holdings (伊豆急ホールディングス?), che a sua volta appartiene alla Tōkyū Corporation.

## Storia
Nel febbraio 1959, la compagnia ferroviaria privata Tōkyū, che opera nell'area metropolitana di Tokyo, ricevette l'approvazione dal Ministero dei Trasporti per costruire un'estensione della linea Itō, aperta due decenni prima dalle Ferrovie Nazionali Giapponesi, per collegare la stazione di Itō, capolinea della linea Itō con Shimoda, all'estremità meridionale della penisola di Izu. L'11 aprile 1959 fu creata una sussidiaria, la Itō-Shimoda Electric Railway Company (伊東下田電気鉄道株式会社?, Itō-Shimoda Denkitetsudo KK) e i lavori di costruzione della nuova linea iniziarono nel febbraio 1960. Il 20 febbraio 1961, la società cambiò il suo nome nell'attuale Izukyū Corporation e il 10 dicembre 1961 aprì l'intera lunghezza della linea Izu Kyūkō.
Dal 1º novembre 1972 la Izukyū Corporation è stata quotata nella seconda sezione della Borsa di Tokyo, tuttavia, è stata cancellata dalla quotazione il 1º ottobre 2004 ed è tornata allo stato di sussidiaria interamente posseduta dalla Tōkyū Corporation. Nell'ambito di una ristrutturazione, il 1º marzo 2012, tutte le divisioni aziendali tranne la linea ferroviaria, la funivia e le operazioni di taxi sono state scorporate a Izukyū Holdings.

## Linee ferroviarie
La compagnia gestisce una linea ferroviaria, la linea Izu Kyūkō che si estende lungo la costa orientale della penisola di Izu, per una lunghezza totale di 45,7 chilometri. A Itō si fonde con la linea Itō per Atami, gestita da JR East. Mentre la JR East è responsabile del traffico a lunga percorrenza su entrambe le linee, Kyūkō si occupa di tutto il traffico locale.
- Linea Izu Kyūkō (伊豆急行線?): Itō - Izukyu Shimoda (45,7 km, 16 stazioni)

## Materiale rotabile
- Serie 2100 (introdotta nel 1985)
- Serie 8000 (ex serie Tōkyū 8000 trasferita a Izukyū nel 2004)
- Serie 3000 (ex serie JR East 209-2100, introdotta nel 2022)

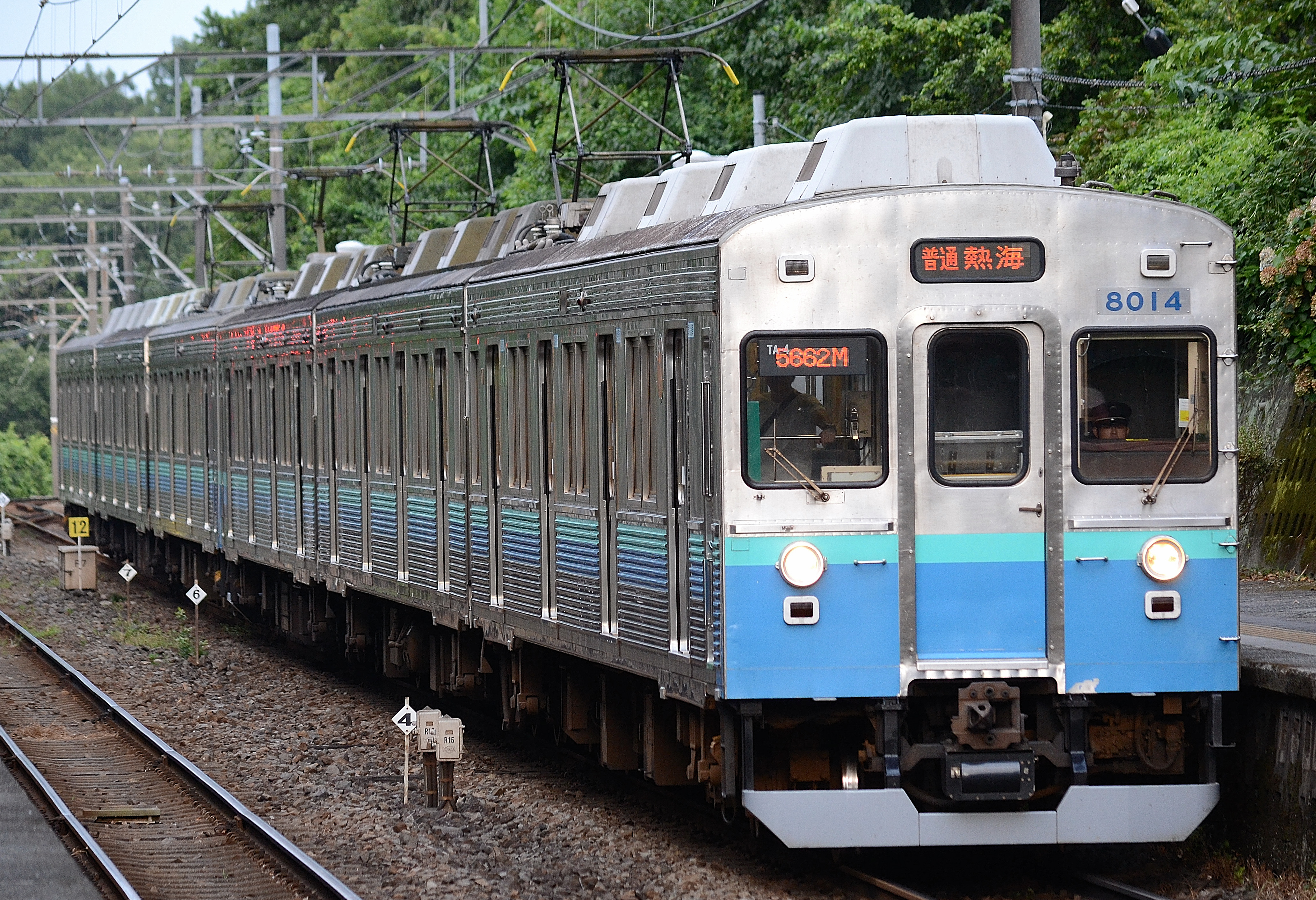
Serie 8000
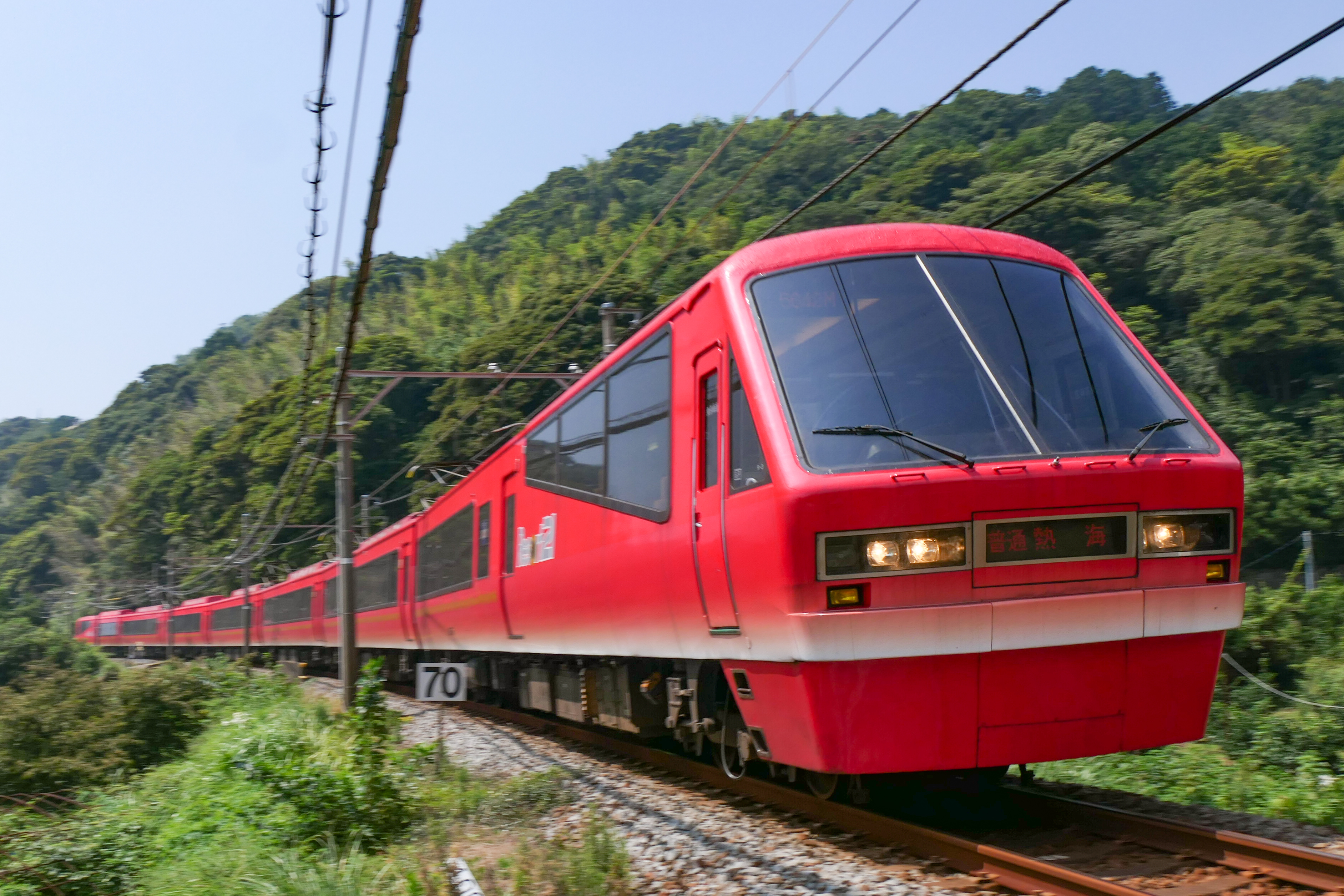
Serie 2100 Rizōto 21 (KINME TRAIN)
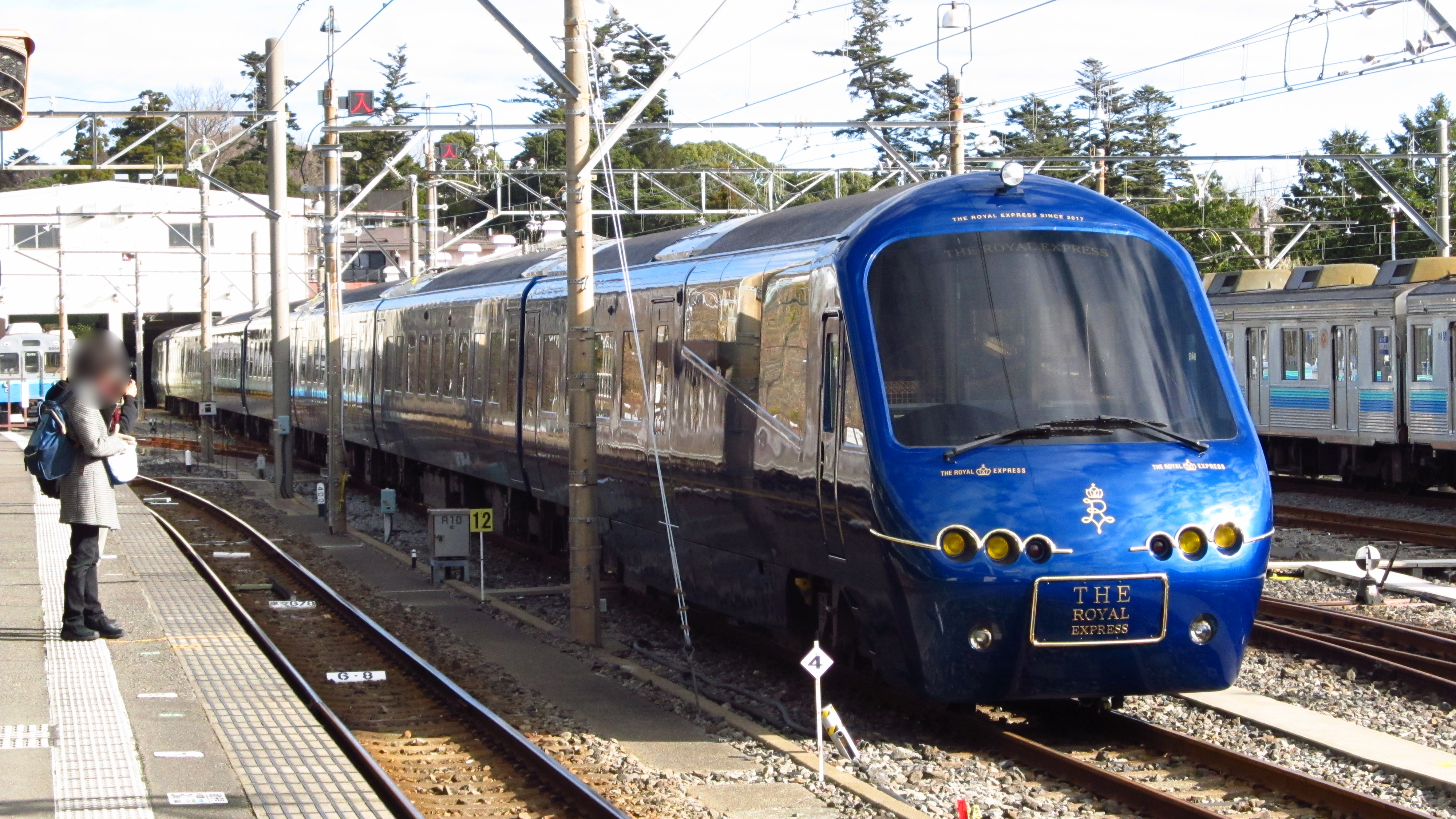
Serie 2100
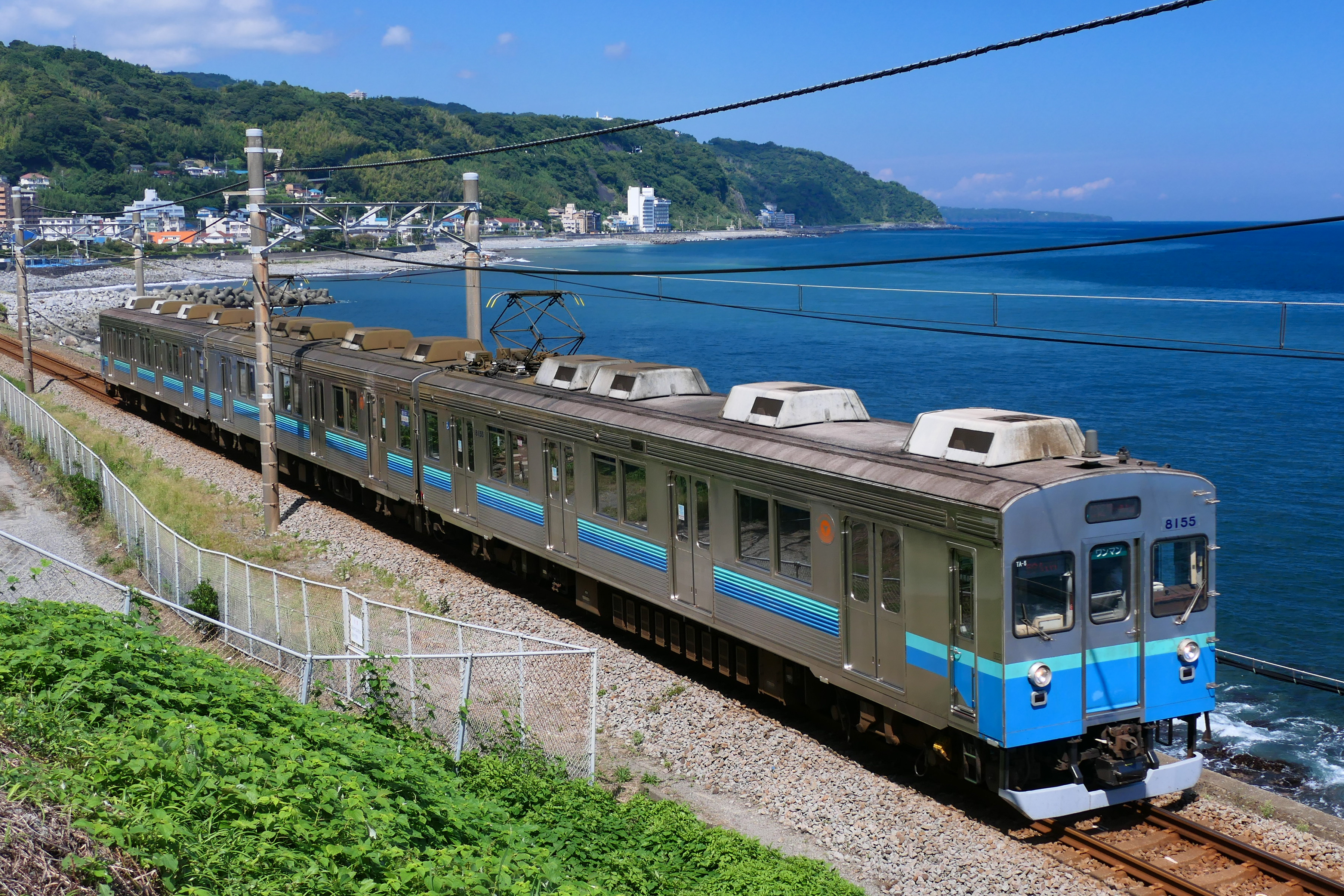
Serie 8000